# People's Choice Awards
People's Choice Awards este o festivitate de premiere desfășurată anual în Statele Unite în cadrul căreia publicul își recompensează producțiile și personalitățile favorite din domeniul cinematografic, audiovizual și muzical. Ceremonia este difuzată de postul CBS și susținută de compania Procter & Gamble.